# Iván Cabezón Cofré
Iván Cabezón Cofré (4 de marzo de 1955- ) es un destacado escultor chileno, pertenece a la SOECH (Sociedad Chilena de Escultores de Chile).

## Biografía
Iván Cabezón nace un 4 de marzo de 1955 (en su misma casa) en el puerto de Valparaíso. En el año 1977 ingresa a la Escuela de Bellas Artes de Valparaíso, periodo que define como "una buena experiencia en donde traté de aprender lo más posible". Iván de todas formas es más autodidacta que sistémico.
En 1985 el joven escultor porteño se convierte en el ganador del prestigioso concurso de Arte joven de la Universidad de Valparaíso, con su obra "ELEPHANTES DIONICOS", su vida artística sufre un agradable e irreversible cambió, o como él señala "significó un reconocimiento regional y nacional, en donde se me abrieron todas las puertas para difundir mi trabajo". Desde ese momento su agenda artística no se ha detenido.
Gracias a su destacada trayectoria en el año 1995, se le otorga el título de Maestro de Arte, mención escultura.

## Tendencia
Su estilo ha sido definido por Enrique Solanich como "una visión crítica al desarrolló avasallante de la tecnología y a la voracidad consumista de las sociedades actuales", es central el tema propio de la modernidad “el hombre y su desgarradora situación de incomunicación, soledad, pérdida de identidad y visible tendencia a la automatización es un escenario ocupado y dominado por máquinas y artefactos”. Su obra se ancla en una profunda defensa de la ecología y crítica al sistema social, sus falsas creencias y deterioro de la condición humana.
Admite una profunda admiración (con independencia) hacia Henry Moore, Lyn Chadwick, Juan Egenau, Osvaldo Peña.

## Exposiciones Individuales
- 1987 Extraños presentimientos, Sala El Farol, Universidad de Valparaíso
- 1987 Extraños presentimientos, Plaza Mulato Gil de Castro, Santiago
- 1994 Si no estuvieras tú estaría el Rinoceronte, Galería Municipal, Valparaíso.
- 1997 Arte-Calle En el Cerro, Esculturas en la calle Miguel Ángel, Valparaíso.
- 1998 Icono Clasta, 20 años de escultura, Parque de las Esculturas, Santiago.
- 2001 Esculturas, Galería de Arte Municipal, Temuco.
- 2004 Fragmentos, Galería Municipal, Temuco
- 2004 Esculturas, Sala de Arte "Rafael Aguirre" del Gobierno Regional
- 2004 De Mar a Cordillera. Universidad de Playa Ancha Valparaíso

## Exposiciones Colectivas
- 1977 Salón de Alumnos, Escuel
- 1981 III nal de Arte, I. MunicM
- 1987 Galería De la Plaza, Plaza Mulato Gil de Castro, Santiago.
- 1987 VIII Bienal Internacional de Arte, I. Municipalidad de Valparaíso
- 1987 IV Salón Nacional de Gráfica. P. Universidad Católica de Chile
- 1988 Donaciones un Decenio 1978- 1988, Museo Nacional de Bellas Artes
- 1988 10 artistas de Valparaíso, Sala Viña del Mar.
- 1988 Arte Jovetora, Fundación Andes, Ministerio de Educaci laFormaParque de las s, Santiago
- 1990 Instituto Cultural de las Condes.
- 1991 Arte Joven Ahora, España, Alemania, Francia. Fund. Andes, Min. RR.EE.
- 1992 V Salón Regional de Artes Plásticas, I. Municipalidad de Valparaíso
- 1993 Colectiva Plástica Porteña, Museo Lord Cochrane, Valparaíso.
- 1994 Retrospectiva obras premiadas. Amigos del Arte, Parque Arauco. Stgo.
- 1994 Retrospectiva obras premiadas Arte Joven, Sala El Farol, Valparaíso
- 1995 Arte hoy, Amigos del Arte, Santiago
- 1996 Salón Artista Invitados, VIII Concurso Nac. Arte Joven, Sala El Farol
- 1996 Plástica emergente, I Encuentro Nacional Artistas Plásticos, Valparaíso
- 1997 III Festival de las Artes, Cartagena
- 1997 Arte-Calle en el Cerro, esculturas en la calle Miguel Ángel, Valparaíso
- 1998 Espacio Materia, Volumen, Forma Escultura, Biblioteca Nacional
- 1998 Pequeñas obras de grandes artistas visitan a Neruda, Amigos del Arte y Fundación Neruda, La Sebastiana, Valparaíso
- 2000 13 nombres para la Escultura Regional, Galería de Arte, Valparaíso.
- 2000 1.er. Encuentro Nacional de Escultores, SOECH, Santiago
- 2001 Territorio Mineral, Codelco, UPLA, Valparaíso
- 2001 Carnaval de las Artes, Gobierno Regional de Valparaíso
- 2002 El mirador de las esculturas, Museo Lord Cochrane, Valparaíso
- 2006 Iván, las efigies y la tormenta, Sala El Farol, Valparaíso
- 2011 Contrastes, Hotel Sheraton Miramar, Viña Del Mar